# Keiko Hasegawa
Keiko Hasegawa (jap. 長谷川 恵子 Hasegawa Keiko;  * 21. September 1955) ist eine ehemalige japanische Eisschnellläuferin.
Hasegawa wurde im Jahr 1973 bei den japanischen Meisterschaften Zweite im Kleinen Vierkampf und kam in der Saison 1973/74 bei der Sprintweltmeisterschaft 1974 in Innsbruck auf den neunten Platz im Sprint-Mehrkampf sowie bei der Mehrkampfweltmeisterschaft 1974 in Heerenveen auf den 18. Rang im Kleinen Vierkampf. Im folgenden Jahr errang sie bei der Sprintweltmeisterschaft in Göteborg den 20. Platz im Sprint-Mehrkampf. In der Saison 1975/76 wurde sie erneut bei den japanischen Meisterschaften Zweite im Kleinen Vierkampf und startete bei den Olympischen Winterspielen 1976 in Innsbruck letztmals international, wobei sie den 24. Platz über 1000 m und den 17. Rang über 500 m belegte.

## Persönliche Bestzeiten
| Disziplin | Zeit        | Datum             | Ort         |
| --------- | ----------- | ----------------- | ----------- |
| 500 m     | 43,70 s     | 13. Januar 1976   | Fujiyoshida |
| 1000 m    | 1:29,90 min | 29. November 1975 | Matsumoto   |
| 1500 m    | 2:28,02 min | 23. Februar 1974  | Heerenveen  |
| 3000 m    | 5:10,80 min | 23. Februar 1973  | Shibukawa   |